# Prachtscharten
Die Prachtscharten (Liatris) sind eine Pflanzengattung in der Familie der Korbblütler (Asteraceae). Der botanische Gattungsname ist von den griechischen Wörtern leios für glatt und iatrós für Arzt hergeleitet; worauf sich das bezieht, ist jedoch unklar. Es gibt etwa 16 bis 50 Arten.

## Beschreibung

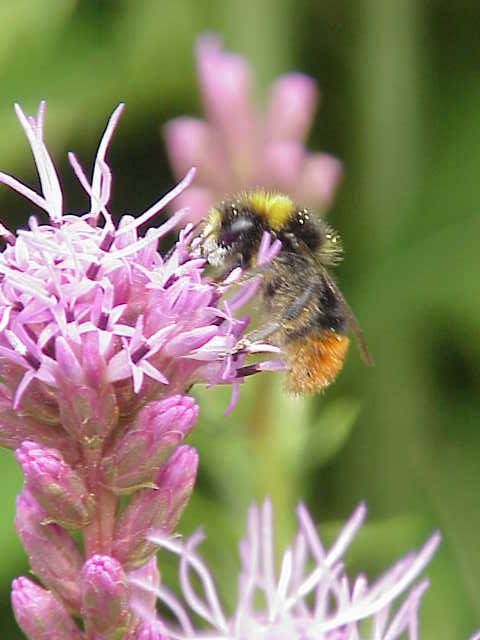
Detail des Blütenstands der Prachtscharte (Liatris spicata) mit offenen und knospigen Einzelblüten

Liatris-Arten wachsen als ausdauernde krautige Pflanzen, die Wuchshöhen von 20 bis 180 cm erreichen. Sie bilden oft kugelige bis eiförmige Knollen und längliche Rhizome als Überdauerungsorgane aus. Die aufrechten Stängel sind meist unverzweigt oder seltener an der Basis verzweigt. Die wechselständigen, ungestielten oder gestielten Laubblätter sind mehr oder weniger grasartig mit glatten Blatträndern.
In endständigen ährigen bis traubigen Gesamtblütenständen stehen oft viele körbchenförmige Teilblütenstände zusammen, die von oben nach unten aufblühen. Die 18 bis 40 ungleichen Hüllblätter stehen in (selten zwei) meist drei bis sieben Reihen und ihre Ränder sind oft bewimpert oder ungleichmäßig gezähnt. Der flache Blütenstandsboden besitzt keine Spreublätter. Die Blütenkörbchen weisen einen Durchmesser von meist 3 bis 22 (2,5 bis 25) mm auf und enthalten nur drei bis 85 Röhrenblüten. Die Blütenkronblätter sind meist rot über rosa- bis purpurfarben, manchmal weiß. Die Kronröhren weisen einen vier- bis sechsmal kleineren Durchmesser wie Länge auf.
Es werden acht- bis elfrippige Achänen gebildet. Der langlebige Pappus besteht aus 12 bis 40 bärtigen bis federartigen Borsten in ein bis zwei Reihen.

## Systematik und Verbreitung
Die Liatris-Arten kommen zumeist in Kanada und den USA vor; außerdem in Mexiko und auf den Bahamas. Nur wenige Arten und ihre Sorten werden als Zierpflanzen genutzt.
Die Gattung Liatris wurde 1791 von Joseph Gärtner in Johann Christian Daniel von Schreber: Gen. Pl., 2, 542 aufgestellt. Ein Synonym für Liatris Gaertn. ex Schreb. ist Lacinaria Hill.
Liatris gehört zur Subtribus Liatrinae in der Tribus Eupatorieae in der Unterfamilie der Asteroideae innerhalb der Familie der Korbblütler (Asteraceae). Liatris ist nah mit Garberia A.Gray aus Florida verwandt, aber die einzige Art Garberia heterophylla (W.Bartram) Merrill & F.Harper dieser Gattung ist ein Strauch, der auch abweichende Achänen besitzt.

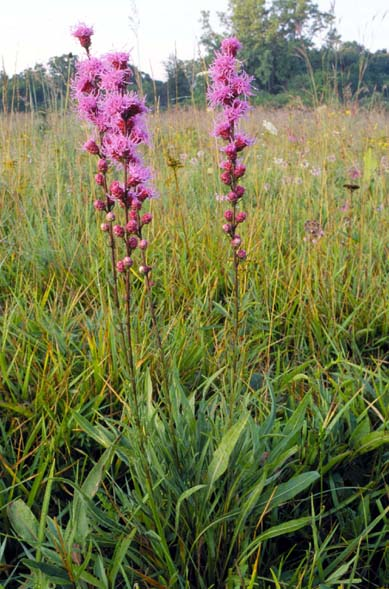
Habitus und Blütenstände von Liatris aspera

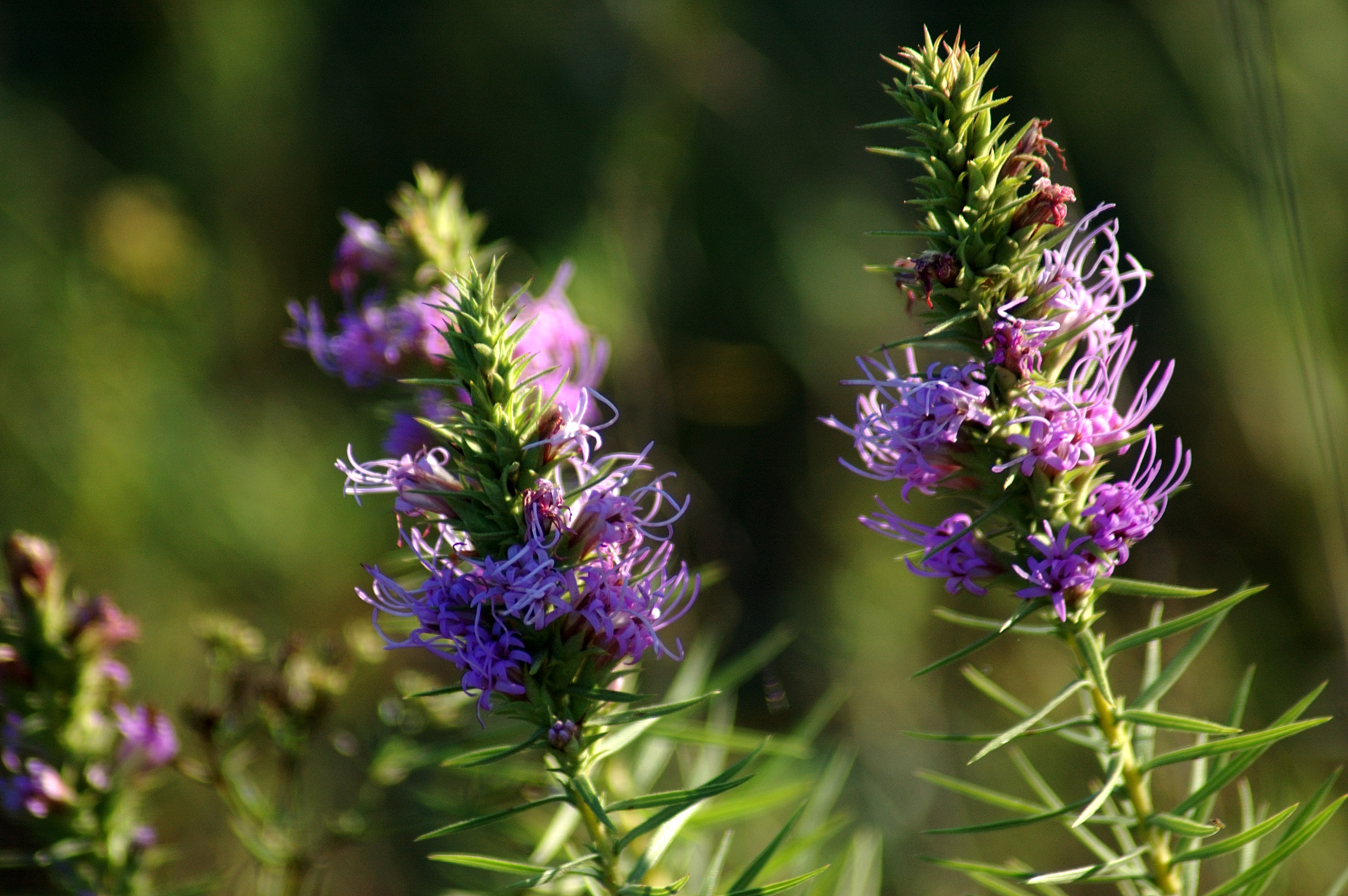
Blütenstände von Liatris glandulosa

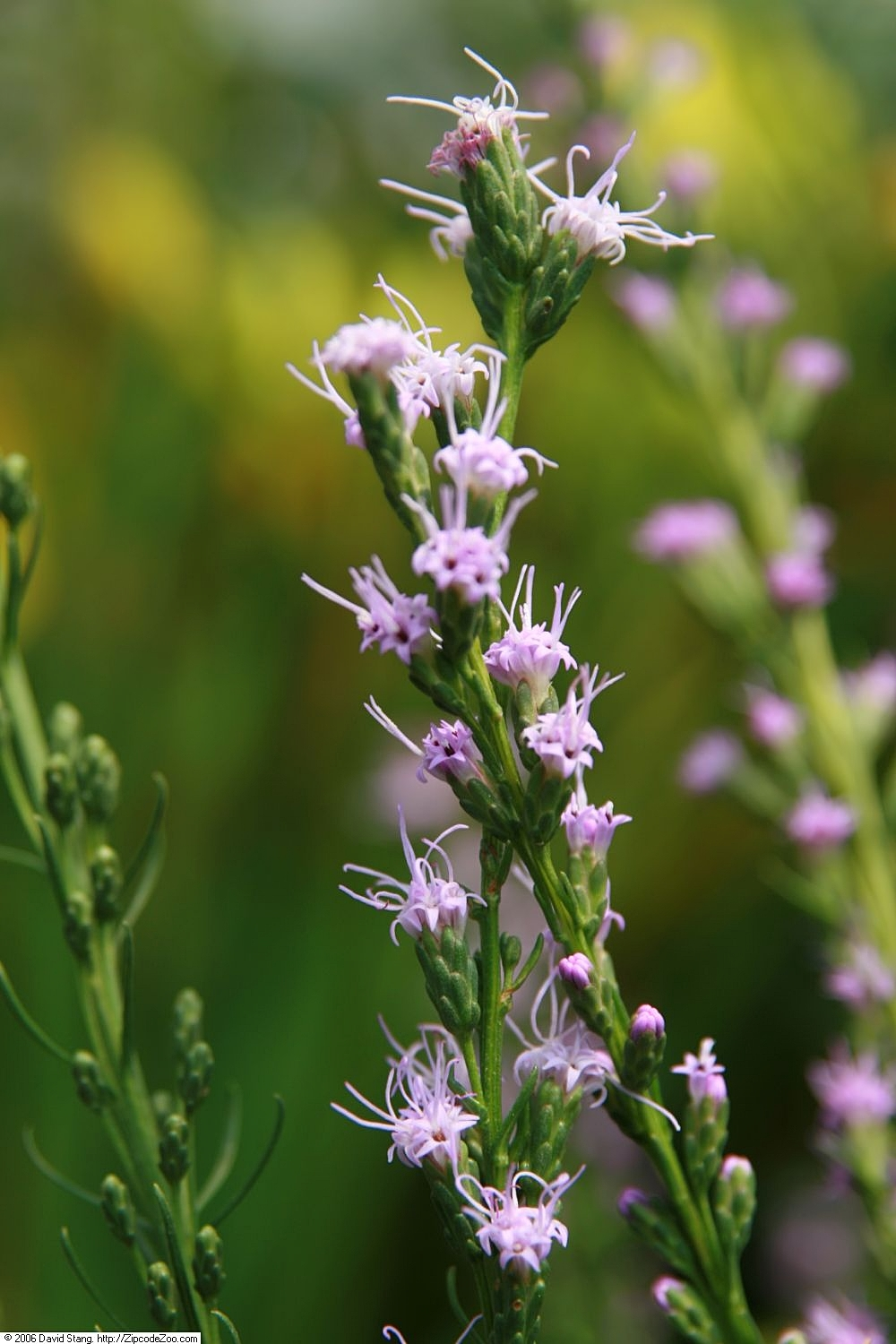
Blütenstände von Liatris microcephala

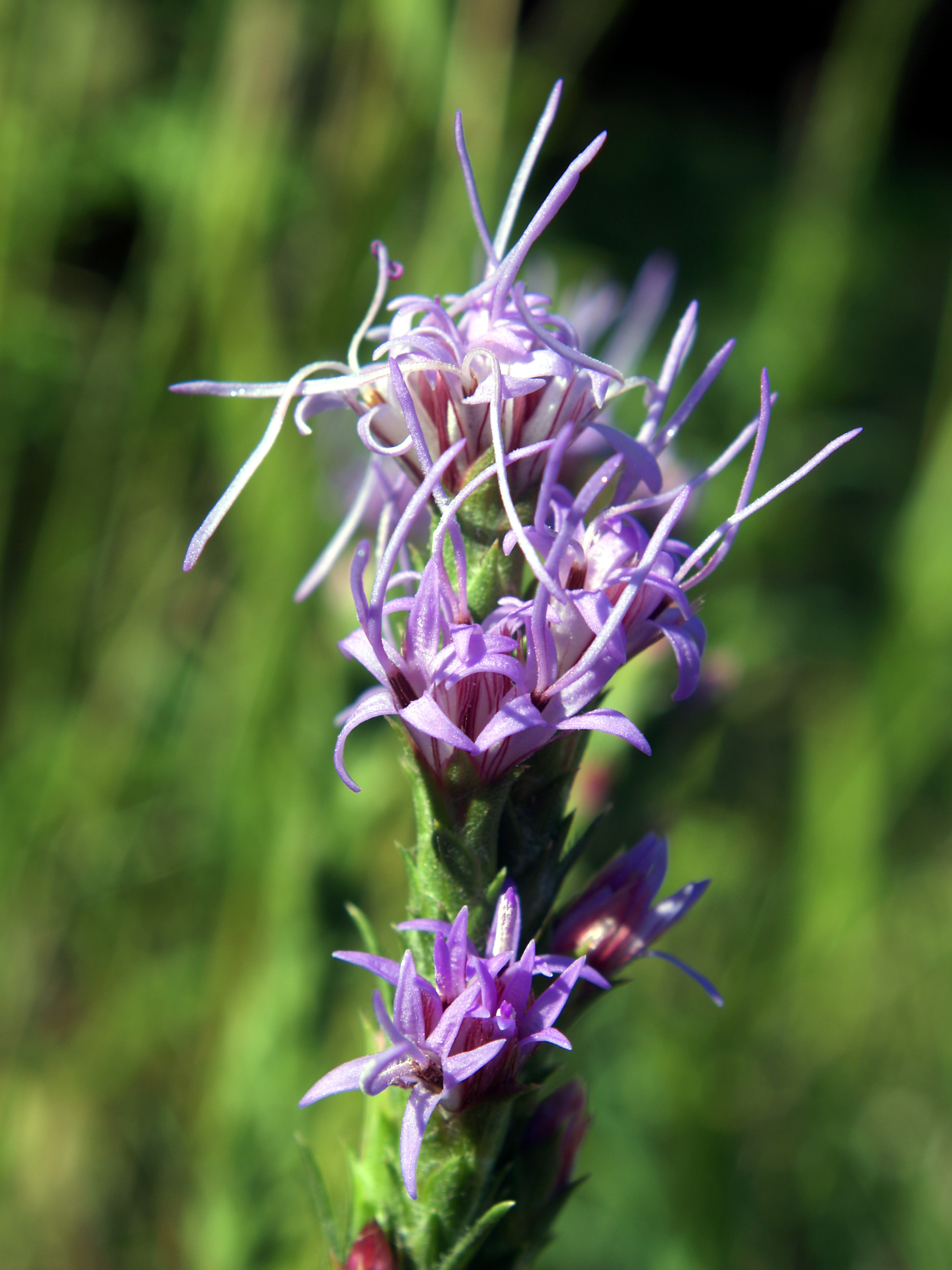
Details des Blütenstands von Liatris punctata

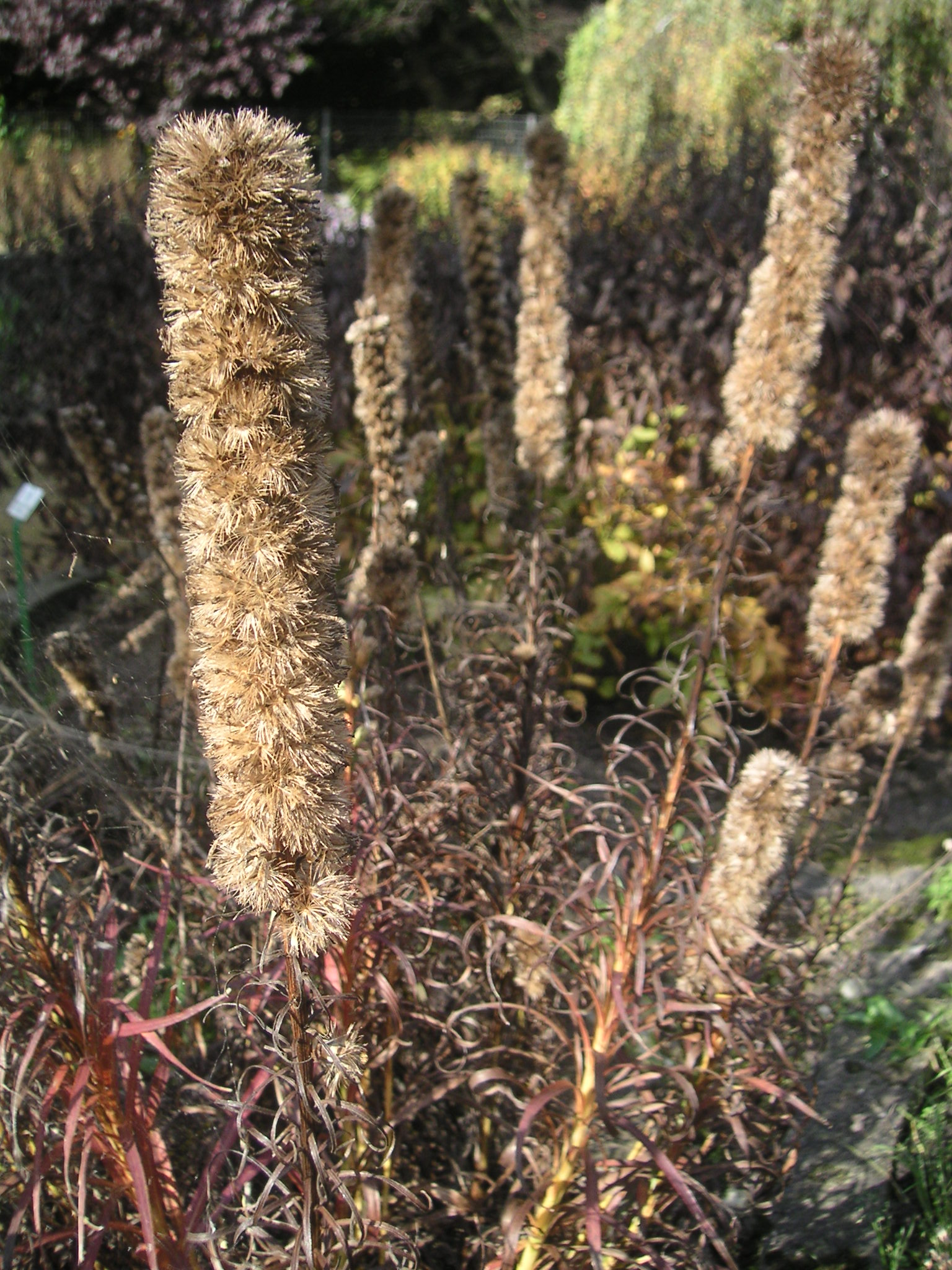
Fruchtstand der Prachtscharte (Liatris spicata)

Die Unterscheidung der Arten ist schwierig und wird durch leichte Hybridisierung der Arten erschwert.
Es gibt etwa 16 bis 50 Liatris-Arten (Auswahl):
- Liatris acidota Engelm. & A.Gray: Sie kommt in Texas und Louisiana vor.[1]
- Liatris aspera Michx.: Sie kommt in Ontario und in den Vereinigten Staaten vor.[1]
- Liatris aestivalis G.L.Nesom & O’Kennon: Sie kommt in Oklahoma und in Texas vor.[4]
- Liatris bracteata Gaiser: Sie kommt in Texas vor.[4]
- Liatris chapmanii Torr. & A.Gray: Sie kommt in Alabama, Georgia und Florida vor.[4]
- Liatris cokeri Pyne & Stucky: Sie kommt nur in North Carolina und South Carolina vor.[1]
- Liatris compacta (Torr. & A.Gray) Rydb.: Sie kommt in Arkansas vor.[4]
- Liatris cylindracea Michx.: Sie kommt in Ontario und in den Vereinigten Staaten vor.[1]
- Liatris cymosa (Ness) K.Schumann: Sie kommt in Texas vor.[4]
- Liatris elegans (Walter) Michx.: Sie kommt in den zentralen und in den östlichen Vereinigten Staaten vor.[1]
- Liatris elegantula (Greene) K.Schum.: Sie kommt in Alabama, Mississippi, Georgia und Florida vor.[1]
- Liatris ×frostii Gaiser: Sie kommt in Minnesota vor.[1]
- Liatris garberi A.Gray: Sie kommt in Florida und auf den Bahamas vor.[4]
- Liatris gholsonii L.C.Anderson: Sie kommt in Florida vor.[4]
- Liatris glandulosa G.L.Nesom & O’Kennon: Sie kommt in Texas vor.[4] Sie hat die Chromosomenzahl 2n = 20.[4]
- Liatris gracilis Pursh: Sie kommt in Alabama, Georgia, South Carolina und Florida vor.[1]
- Liatris helleri Porter: Sie kommt nur in North Carolina vor.[1]
- Liatris hirsuta Rydb.: Sie kommt in Arkansas, Iowa, Kansas, Louisiana, Mississippi, Missouri, Nebraska, Oklahoma und Texas vor.[4]
- Liatris laevigata Nuttall: Sie kommt in Florida und Georgia vor.[4]
- Liatris lancifolia (Greene) Kittell: Sie kommt in Colorado, Kansas, Nebraska, New Mexico, South Dakota, Texas und Wyoming vor.[4] Die Chromosomenzahl ist 2n = 20.[4]
- Liatris ligulistylis (A.Nelson) K.Schumann: Sie kommt im westlichen Kanada und in den Vereinigten Staaten vor.[1]
- Liatris microcephala (Small) K.Schum.: Sie kommt in den südöstlichen Vereinigten Staaten vor.[1]
- Liatris ohlingerae (S.F.Blake) B.L.Rob.: Sie kommt nur in Florida vor.[1]
- Liatris oligocephala J.R.Allison: Sie kommt in Alabama vor.[4]
- Liatris patens G.L.Nesom & Kral: Sie kommt in Florida, Georgia und South Carolina vor.[4]
- Liatris pauciflora Pursh: Sie kommt in zwei Varietäten in den südöstlichen Vereinigten Staaten vor:[4]
  - Liatris pauciflora var. pauciflora: Sie kommt in Georgia und in Florida vor.[4]
  - Liatris pauciflora var. secunda (Elliott) D.B.Ward: Sie kommt in Alabama, Florida, Georgia, North Carolina und South Carolina vor.[4]
- Liatris pilosa (Aiton) Willd.: Sie kommt in den östlichen Vereinigten Staaten vor.[1]
- Liatris provincialis R.K.Godfrey: Sie kommt nur in Florida vor.[1]
- Liatris punctata Hook.: Sie kommt in drei Varietäten im westlichen Kanada, in den Vereinigten Staaten und im nördlichen Mexiko vor:[1]
  - Liatris punctata var. mexicana Gaiser: Sie kommt in Mexiko, in New Mexico, Louisiana und in Texas vor.[1]
  - Liatris punctata var. mucronata (DC.) B.L.Turner: Sie kommt in Kansas, Missouri, Oklahoma, Arkansas und Texas vor.[1]
  - Liatris punctata var. punctata: Sie kommt im westlichen Kanada und in den nördlichen und den zentralen Vereinigten Staaten vor.[1]
- Liatris pycnostachya Michx.: Sie kommt in zwei Varietäten in den zentralen und östlichen Vereinigten Staaten vor:[1]
  - Liatris pycnostachya var. lasiophylla Shinners: Sie kommt in Louisiana, Mississippi und in Texas vor.[1]
  - Liatris pycnostachya var. pycnostachya: Sie kommt in den zentralen und in den östlichen Vereinigten Staaten vor.[1]
- Liatris savannensis Kral & G.L.Nesom: Sie kommt in Florida vor.[4]
- Liatris scariosa (L.) Willd.: Sie kommt in den nördlich-zentralen und in den östlichen Vereinigten Staaten vor.[1]
- Prachtscharte (Liatris spicata (L.) Willd.): Sie kommt in zwei Varietäten im östlichen Nordamerika vor.[4]
- Liatris squarrosa (L.) Michx.: Sie kommt in drei Varietäten in den Vereinigten Staaten vor:[1]
  - Liatris squarrosa var. glabrata (Rydb.) Gaiser: Sie kommt in Iowa, Kansas, Nebraska, Oklahoma, Colorado und in Texas vor.[1]
  - Liatris squarrosa var. novae-angliae (Lunell) Gandhi et al.: Sie kommt in New Hampshire, im östlichen New York und in Rhode Island vor.[1]
  - Liatris squarrosa var. squarrosa: Sie kommt in Pennsylvania, West Virginia, Georgia, Maryland, North Carolina und Virginia vor.[1]
- Liatris squarrulosa Michx.: Sie kommt in den Vereinigten Staaten vor.[1]
- Liatris tenuifolia Nutt.: Sie kommt in Alabama, Georgia, South Carolina und Florida vor.[1]
- Liatris tenuis Shinners: Sie kommt in Louisiana und in Texas vor.[1]
- Liatris virgata Nutt.: Sie kommt in Georgia, Virginia, in North Carolina und in South Carolina vor.[1]